# D'Alembertovo kritérium
D'Alembertovo kritérium, též nazývané podílové kritérium, je kritérium konvergence nekonečné řady, poprvé publikované Jeanem le Rond d'Alembertem.

## Znění kritéria
Nechť {\displaystyle \sum _{n=0}^{\infty }a_{n}} je nekonečná řada, nechť existuje limita {\displaystyle L:=\lim _{n\to \infty }\left|{\frac {a_{n+1}}{a_{n}}}\right|.}
Potom:
- Pokud L < 1, řada absolutně konverguje.
- Pokud L > 1, řada nekonverguje.
- Pokud L = 1, d'Alembertovo kritérium není použitelné.

V případe, že limita {\displaystyle \lim _{n\to \infty }\left|{\frac {a_{n+1}}{a_{n}}}\right|} neexistuje, je možné použít následující zevšeobecnění kritéria:
- Pokud {\displaystyle \lim {\textrm {sup}}\left|{\frac {a_{n+1}}{a_{n}}}\right|<1}, řada absolutně konverguje.
- Podmínka, že pro nekonečně mnoho n platí nerovnost {\displaystyle \left|{\frac {a_{n+1}}{a_{n}}}\right|>1}, není postačující pro rozhodnutí o divergenci či konvergenci řady.
- Pokud neplatí ani jedna z předcházejících možností, kritérium není použitelné.

## Případy, kdyL = 1
Pokud není d'Alembertovo kritérium použitelné (neboť L = 1), je možné vyzkoušet ještě některá další související, avšak jemnější kritéria.

### (Limitní) Raabeovo kritérium
S tímto kritériem přišel Joseph Ludwig Raabe. Platí, že pokud {\displaystyle \sum _{n=0}^{\infty }a_{n}} je nekonečná řada s kladnými členy {\displaystyle a_{n}} a
{\displaystyle \lim _{n\to \infty }n\left(1-{\frac {a_{n}}{a_{n+1}}}\right)=L,}
tak
- Pokud {\displaystyle L>1} (včetně {\displaystyle L=\infty }), tak řada konverguje.
- Pokud {\displaystyle L<1}, řada diverguje.
- Pokud {\displaystyle L=1}, kritérium nelze použít.

### (Obyčejné) Raabeovo kritérium
Pokud {\displaystyle \sum _{n=0}^{\infty }a_{n}} je nekonečná řada s kladnými členy {\displaystyle a_{n}} a existují {\displaystyle r\in \mathbb {R} ,r>1} a {\displaystyle n_{0}\in \mathbb {N} } taková, že pro {\displaystyle n\geq n_{0}} platí {\displaystyle n\left(1-{\frac {a_{n+1}}{a_{n}}}\right)\geq r>1}, tak řada konverguje.
Pokud naopak existuje {\displaystyle n_{0}\in \mathbb {N} } takové, že pro {\displaystyle n\geq n_{0}} platí {\displaystyle n\left(1-{\frac {a_{n+1}}{a_{n}}}\right)\leq 1}, potom řada diverguje.